# دورة أوتو
دورة أوتو هي دورة حرارية مثالية تصف آلية عمل محرك الاحتراق الداخلي المعتمد على الإشعال بالشرارة، وتُعد الأكثر شيوعًا في محركات السيارات. تهدف الدورة إلى شرح التغيرات التي تحدث للغاز داخل النظام عندما يتعرض لتغيرات في الضغط، درجة الحرارة، والحجم، بالإضافة إلى عمليات إضافة وإزالة الحرارة. يمثل الغاز داخل أسطوانة المحرك النظام المدروس، حيث تعكس دراسة العمليات الحرارية داخله تأثيرها على البيئة المحيطة. الغرض الأساسي من تحليل دورة أوتو هو دراسة الشغل الصافي المنتج من النظام، والذي يُستخدم في تشغيل المركبة ونقل حمولتها.
تتألف دورة أوتو من مراحل متعددة، وتتميز العمليات فيها بتنوعها. العمليات التي تحدث في أعلى وأسفل الدورة تمثل مرحلتي الضغط والتمدد الحراري. هذه العمليات تكون انعكاسية وثابتة الحرارة، ولا يحدث خلالها فقدان للطاقة الناتج عن الاحتكاك أو انتقال للحرارة من النظام أو إليه، إذ يُفترض أن الأسطوانة والمكبس معزولان حراريًا في هذه المرحلة. أما العمليات الجانبية التي تقع على يمين ويسار الدورة، فتتم عند حجم ثابت. في الجانب الأيسر، تُضاف الحرارة إلى النظام، بينما تُزال جزئيًا في الجانب الأيمن.
أثناء دورة أوتو، يُضاف شغل إلى النظام خلال مرحلة الضغط الحراري السفلى. وفي الوقت نفسه، تدخل الحرارة إلى النظام أثناء عملية الضغط عند الجانب الأيسر، بينما يتم التخلص من جزء من الحرارة أثناء التخفيف في الجانب الأيمن. النتيجة النهائية لهذه العمليات هي إنتاج شغل ميكانيكي صافٍ، يُحسب من مجموع الشغل المضاف والحرارة المكتسبة بعد خصم الحرارة المفقودة. هذا الشغل الصافي يُستخدم لتشغيل المركبة وتحقيق كفاءتها.

## الدورة

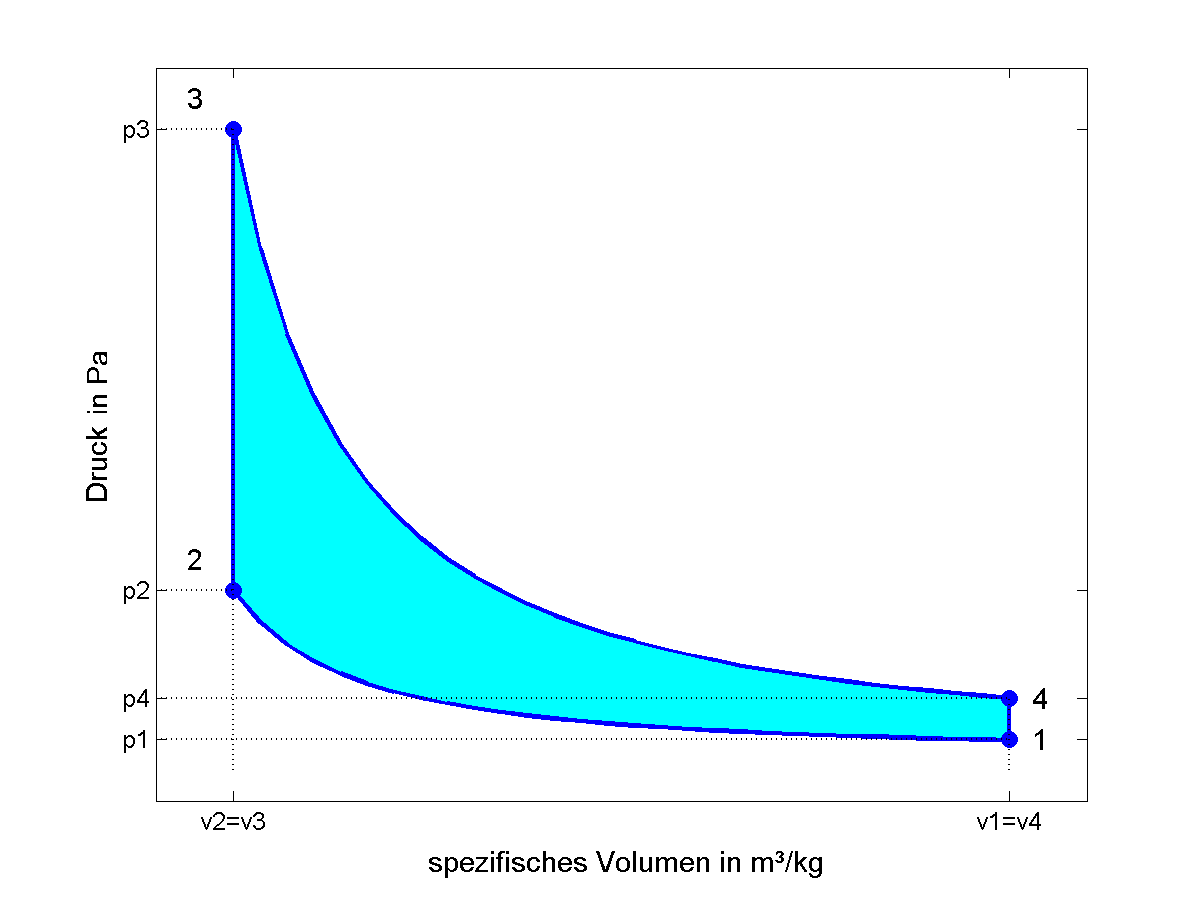
مخطط الضغط والحجم لدورة أوتو مثالية.

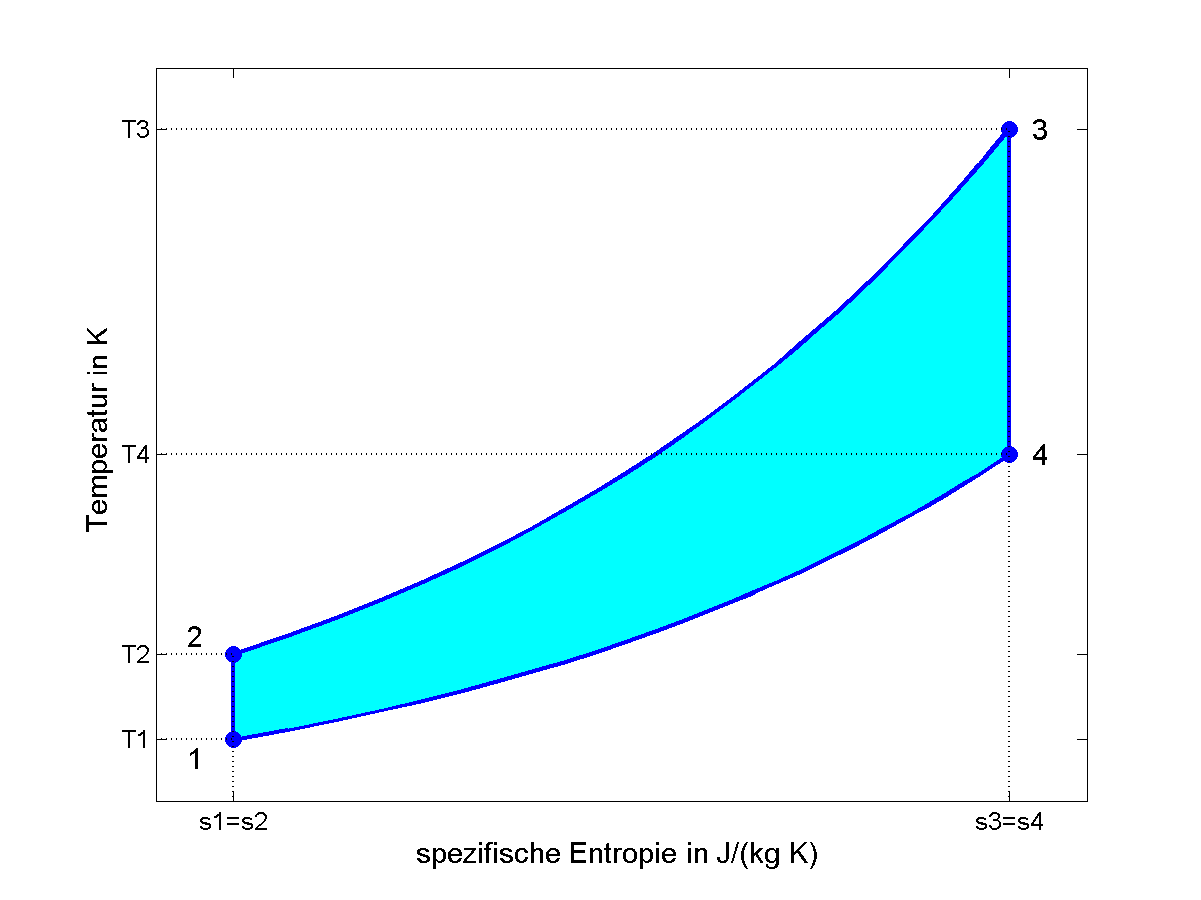
مخطط درجة الحرارة والإنتروبي لدورة أوتو مثالية.

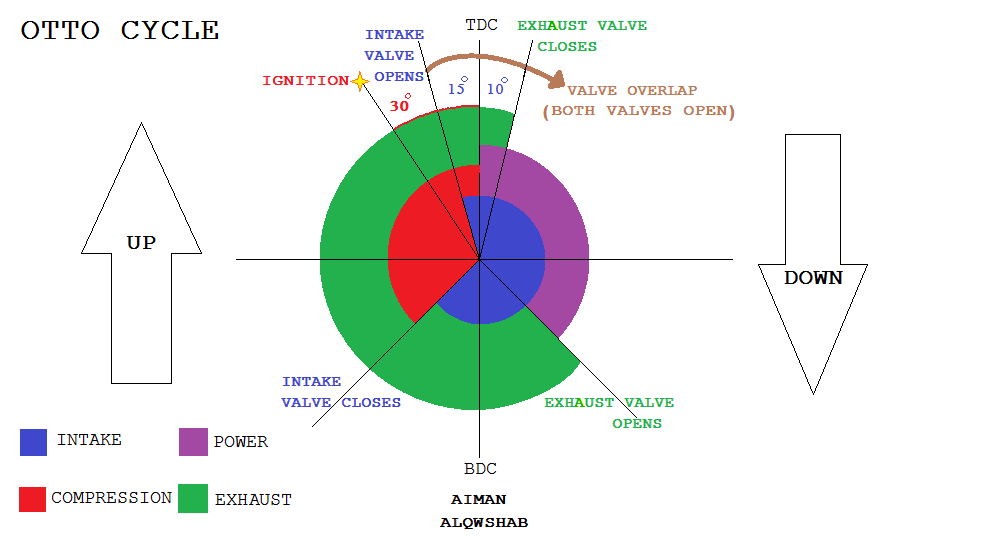
OTTO Engine cycle

هي دورة تتم فيها تغيرات لحالة غاز مثالي داخل نظام ترموديناميكي مغلق. ولا تحتوي تلك الدورة المشابهة على احتراق غازات. تتكون الدورة من المراحل التالية (قارن الرسمين البيانيين):
- 1 - 2 : الكبس في عملية متساوية الإنتروبية ،
- 2 - 3 : امداد للحرارة خلال عملية متساوية الحجم ، (ولذلك تسمى دورة ثابتة الحجم)،
- 3 - 4 : عملية تمدد (عملية متساوية الإنتروبية)
- 4 - 1 : تصريف للحرارة في عملية متساوية الحجم.

تمثل المساحة المحصورة 1-2-3-4 في الرسم البياني الشغل w الناتج من الدورة.
كفاءة دورة اوتو الحراريه. بغرض تسهيل حساب الكفاءة الحرارية لدورة أوتو سنفترض أن غاز الوسط غاز مثالي لا تعتمد حرارته النوعية على درجة الحرارة. فلا تصبح كفاءة دورة أوتو المثالية معتدة على كمية الحرارة التي نمد بها الآلة، طبقا للمعادلة:
{\displaystyle \eta _{th,Otto}=1-{\frac {1}{\varepsilon ^{\varkappa -1}}}}
وكلما زادت نسبة الحجم ( {\displaystyle \varepsilon ={\frac {V_{1}}{V_{2}}}}) خلال عملية التمدد (حجم انضغاطي صغير V2 إلى حجم تممدي كبير V1)كلما زادت الكفاءة.
{\displaystyle \ V_{1}} : حجم التمدد بالاحتراق عند النقطة الميتة السفلى،
{\displaystyle \ V_{2}} : حجم الانضغاط عند النقطة الميتة العلوية،
{\displaystyle \ p_{1}} : الضغط الابتدائي،
{\displaystyle \ p_{2}} : ضغط عملية الكبس،
{\displaystyle \varepsilon ={\frac {V_{1}}{V_{2}}}} : نسبة الحجمين
{\displaystyle \varkappa ={\frac {c_{p}}{c_{v}}}} : معامل ثبات الاعتلاج (امداد المخلوط الغازي عند 500 °C درجة مئوية حيث κ = 1,35 وغاز الاحتراق عند 1000 °C وله κ = 1,3)
{\displaystyle \ c_{p}} : الحرارة النوعية عند ثبات الضغط ،
{\displaystyle \ c_{v}} : الحرارة النوعية عند ثبات الحجم.
ونجد أن الكفاءة الحرارية لدورة أوتو (دورة متساوية الحجم) تكون أعلى من كفاءة دورة متساوية الضغط.

## محرك أوتو المثالي

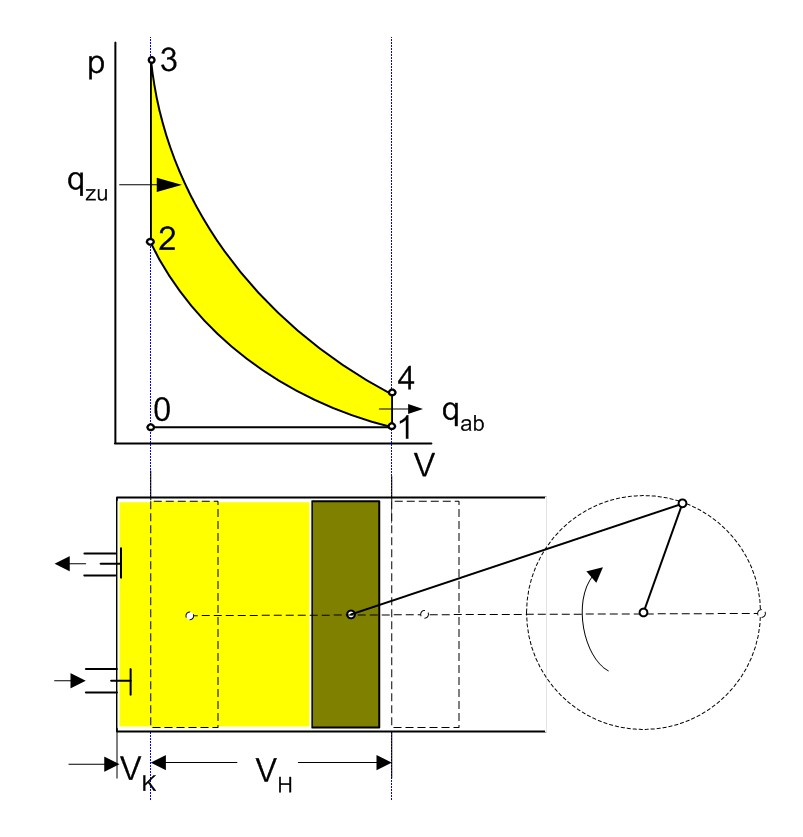
الأشواط في دورة أوتو ذات المكبس.

المحرك المثالي هو المحرك الذي لا يحدث فيه احتكاك يتسبب في خفض الشغل الميكانيكي المكتسب، ولا يحتاج إلى محرك ثانوي مساعد. ولا يحدث انتقال حرارة بين الغاز إلى جدران غرفة الاحتراق ولا ضياع عن طريق التسريب (غرفة احتراق محكمة). يحترق الوقود تماما في غرفة الاحتراق ولا يضيع جزء منه بالانتشار (قارن شغل في نظام مفتوح). وتبقى خصائص الغاز مستقرة لا تتغير خلال الدورة، ولا يحدث اختلاط بين غاز الوقود والغاز العادم.
من محركات أوتو توجد محركات ثنائية الشوط ومحركات رباعية الشوط. ويقترن كل شوط بدفعة للمكبس وبالتالي نصف دورة للمرفق. وتتمثل أشواط دورة محرك أوتو الرباعية في تغيرات الحالة الآتية:
- 1. شوط = سحب الغاز: 0{\displaystyle \leftarrow }1
- 2. شوط = كبس : (عملية متساوية الإنتروبية 1{\displaystyle \leftarrow }2 وإمداد للحرارة والاشتعال عن طريق شرارة كهربائية 2{\displaystyle \leftarrow }3 عند النقطة الميتة العليا. ونظرا لعدم تغير الحجم عند إمداد الغاز بالحرارة فعتبر تغير الحالة من نوع عملية متساوية الحجم ، ولهذا تسمى الدورة «دورة احتراق متساوية الحجم».
- 3. شوط = قدرة الشغل : تمدد خلال عملية متساوية الإنتروبية 3{\displaystyle \leftarrow }4.
- 4. شوط = خروج العادم : تتمدد الغازات إلى الخارج بانفتاح صمام المخرج عند النقطة الميتة السفلى 4{\displaystyle \leftarrow }1, ولا يكتسب من دفع المكبس للعادم إلى الخارج 1{\displaystyle \rightarrow }0 شغلا إضافيا. بذلك تُطرد الحرارة الموجودة في غاز العادم {\displaystyle Q_{41}} وكذلك تضيع الحركة الأخيرة للمكبس مع العادم {\displaystyle p_{4}}.

## محرك أوتو
لا ينطبق تغيرات الحالة المثالية على المحرك أوتو الحقيقي بالكامل. ويمكن تمثيل محرك أوتو أكثر دقة بعملية متساوية الضغط وهي تمثل لأيضا محرك الديزل. وتحدد مقاومة مخلوط الوقود للاشتعال في محرك أوتو الحقيقي مقدار الضغط. وعلاوة على ذلك فلا يكون مخلوط الوقود ولا الغاز العادم عازات مثالية ، بالإضافة إلى أن معامل ثبات الاعتلاج لها صغير. ويؤثر اشتعال الوقود سواء كان بنزين أو ديزل على خواص الغاز الحرارية.
وتبلغ كفاءة محرك أوتو الحقيقي أقل من كفاء الدورة المثالية، بسبب:
- سحب الوقود وطرد العادم يكون مصحوبا باحتكاك،(دورة معكوسة بين 0 - 1 في مخطط الضغط والحجم (إعادة شحن الأسطوانة)،
- لا يجري الاشتعال ك عملية متساوية الحجم وإنما يحتاج الزمن الذي يكمل خلاله مرفق المكبس دورته. ولذلك يبدأ الاشتعال قبل وصول المكبس إلى النقطة الميتة العلوية ويكتمل بعد تعديتها. وهذا يعمل على تقوس القمة المحدبة 3 في المخطط إلى أسفل وإلى اليمين،
- يفقد جزء من الطاقة الناشئة عن تفاعل الاحتراق الكيميائي (بالإضافة إلى عدم الاحتراق الكامل، وتكون أكسيد النيتروجين الذي يستهلك جزءا من الطاقة) عن طريق التوصيل الحراري لجدران أسطوانة الاشتعال. وهذا يعمل على خفض التمدد الناتج بالمقارنة بمنحنى الدورة المثالية.
- انفتاح صمام خروج العادم قبل وصول المكبس إلى النقطة الميتة السفلى. هذا يعمل على تقوس القمة المحدبة عن النقطة 4 إلى أسفل، مما يصغر من مساحة الشغل الناتج من الدورة .

وتمثل النسبة بين الشغل الناتج من المحرك إلى كمية الشغل المحسوبة نظريا «الكفاءة». (كما يعمل الاحتكاك في المحرك الحقيقي على خفض الكفاءة بنسبة نحو 10% للكفاءة الاسمية، ولهذا تنخفض الكفاءة الكلية عن الكفاءة المحسوبة نظريا).